# Gustav Adolf-Rinkaby församling
Gustav Adolf-Rinkaby församling var en församling i Villands och Gärds kontrakt i Lunds stift. Församlingen låg i Kristianstads kommun i Skåne län och ingicki Fjälkinge pastorat. Församlingen uppgick 2022 i en nybildad Fjälkinge församling. 

## Administrativ historik
Församlingen bildades 2002 genom sammanslagning av Gustav Adolfs församling och Rinkaby församling och ingick därefter i Fjälkinge pastorat. Församlingen uppgick 2022 i en nybildad Fjälkinge församling. 

## Kyrkor
- Gustav Adolfs kyrka
- Rinkaby kyrka